# Établissement du service d'infrastructure de la Défense de Lyon
L'Établissement du Service d'Infrastructure de la Défense (ESID) de Lyon est un des établissements déconcentrés du Service d'infrastructure de la Défense, implanté au sein du Quartier Général-Frère, qui est chargé de l'aménagement et de l'entretien des infrastructures militaires de la région Terre Sud.

## Historique
En application de l'arrêté du 25 septembre 2008, la Direction régionale du génie de la région Terre Sud-Est a pris l'appellation de « Direction régionale du service d'infrastructure de la Défense » ; début 2011, elle a à nouveau changé son nom pour « Établissement du service d'infrastructure de la Défense de Lyon ». Son champ d'intervention couvre des implantations de l'Armée de terre, de l'Armée de l'air et de l'espace, de la direction générale de l'armement, du service de santé des armées (Hôpital d'instruction des armées Laveran).
Depuis le 1er janvier 2016 et suivant le décret n°2015-1625 du 10 décembre 2015 qui élargit la zone de défense et de sécurité Sud, l'ESID de Lyon récupère sous sa tutelle les unités du service d'infrastructure de la Défense implantées en zone de défense sud qui dépendaient précédemment de l'ESID de Bordeaux afin que la zone d'action de l'ESID corresponde à la zone de défense.

## Organisation
L'ESID de Lyon est organisé en trois divisions principales :
- Division investissement (DIV INV) ;
- Division plan (DIV PLAN) ;
- Division gestion du patrimoine (DIV GP).

La direction proprement dite comporte un secrétariat général (SG), chargé des ressources financières et humaines et du service général, un service domanial (DOM), chargé de l'administration du domaine de la défense, et un service de pilotage et d'assistance au commandement (PAC). 
L'ESID se compose de personnels civils et militaires, dans les filières techniques et administratives. Depuis la création du service d'infrastructure de la défense (SID) en septembre 2005, le personnel militaire provient d'origines interarmées. Les personnels militaires de l'ESID sont des officiers : ingénieurs militaires d'infrastructure ou officiers de l'armée de terre; et des sous-officiers issus des trois armées mais principalement de l'Armée de terre. Les personnels civils sont les ingénieurs d'études et fabrications, les techniciens supérieurs d'études et fabrications, techniciens du ministère des armées, ingénieurs ou techniciens sous contrat, techniciens sous statut ouvrier, chefs d'équipe et ouvriers de l'État. Dans les filières administratives, les personnels sont des attachés du ministère de la défense, des agents administratifs.